# Grand Prix Francji 1965
Grand Prix Francji 1965 (oryg. Grand Prix de l’ACF) – 4. runda Mistrzostw Świata Formuły 1 w sezonie 1965, która odbyła się 27 czerwca 1965, po raz 1. na torze Charade Circuit.
51. Grand Prix Francji, 15. zaliczane do Mistrzostw Świata Formuły 1.

## Klasyfikacja
| Legenda oznaczeń w tabelach wyników Wyświetl szablon na nowej stronie | Legenda oznaczeń w tabelach wyników Wyświetl szablon na nowej stronie                                                                     |
| Oznaczenie                                                            | Wyjaśnienie |
| --------------------------------------------------------------------- | --- |
| Złoty                                                                 | Zwycięzca lub mistrzostwo |
| Srebrny                                                               | 2. miejsce lub wicemistrzostwo |
| Brązowy                                                               | 3. miejsce lub II wicemistrzostwo |
| Zielony                                                               | Ukończył, punktował (w klasyfikacji generalnej, gdy zdobył co najmniej jeden punkt na przestrzeni sezonu, poza trzema powyższymi opcjami) |
| Niebieski                                                             | Ukończył, nie punktował (w klasyfikacji generalnej, gdy nie zdobył co najmniej jednego punktu na przestrzeni sezonu)                      |
| Czerwony                                                              | Nie zakwalifikował się (NZ) |
| Czerwony                                                              | Nie prekwalifikował się (NPK) |
| Różowy                                                                | Nie ukończył (NU) |
| Różowy                                                                | Niesklasyfikowany (NS) (w klasyfikacji generalnej, gdy nie został sklasyfikowany w żadnym wyścigu sezonu)                                 |
| Czarny                                                                | Zdyskwalifikowany (DK) |
| Czarny                                                                | Wykluczony (WYK/EX) |
| Biały                                                                 | Nie wystartował (NW) |
| Biały                                                                 | Kontuzjowany (K/INJ) |
| Biały                                                                 | Wyścig odwołany (OD/C) |
| Bez koloru                                                            | Został wycofany (WYC/WD) |
| Bez koloru                                                            | Nie przybył (NP/DNA) |
| Bez koloru                                                            | Nie brał udziału w treningach (NT/DNP) |
| Bez koloru                                                            | Nie został zgłoszony (–) |
| Pogrubienie                                                           | Start z pole position |
| Kursywa                                                               | Najszybsze okrążenie wyścigu |
| †                                                                     | Nie ukończył, ale jego rezultat został zaliczony ze względu na przejechanie więcej niż 90% dystansu wyścigu.                              |
| *                                                                     | Sezon w trakcie |
| 1/2/3                                                                 | Punktowana pozycja w sprincie kwalifikacyjnym                                                                                             |
| Lista systemów punktacji Formuły 1                                    | |

Źródło: F1Ultra
| Poz. | Nr. | Kierowca        | Konstruktor    | Okrążenia | Czas/powód NU    | Poz. start. | Punkty |
| ---- | --- | --------------- | -------------- | --------- | ---------------- | ----------- | ------ |
| 1    | 6   | Jim Clark       | Lotus-Climax   | 40        | 2:41:38.4        | 1           | 9      |
| 2    | 12  | Jackie Stewart  | BRM            | 40        | +26.3 sek.       | 2           | 6      |
| 3    | 2   | John Surtees    | Ferrari        | 40        | +2:33.5          | 4           | 4      |
| 4    | 16  | Denny Hulme     | Brabham-Climax | 40        | +2:53.1          | 6           | 3      |
| 5    | 10  | Graham Hill     | BRM            | 39        | +1 okrążenie     | 13          | 2      |
| 6    | 36  | Jo Siffert      | Brabham-BRM    | 39        | +1 okrążenie     | 14          | 1      |
| 7    | 8   | Mike Spence     | Lotus-Climax   | 39        | +1 okrążenie     | 10          |        |
| 8    | 4   | Lorenzo Bandini | Ferrari        | 36        | Wypadek          | 3           |        |
| 9    | 30  | Bob Anderson    | Brabham-Climax | 34        | Probl. z paliwem | 15          |        |
| NU   | 18  | Bruce McLaren   | Cooper-Climax  | 23        | Zawieszenie      | 9           |        |
| NU   | 34  | Jo Bonnier      | Brabham-Climax | 21        | Alternator       | 11          |        |
| NU   | 24  | Chris Amon      | Lotus-BRM      | 20        | Probl. z paliwem | 8           |        |
| NU   | 22  | Innes Ireland   | Lotus-BRM      | 18        | Skrz. biegów     | 17          |        |
| NU   | 14  | Dan Gurney      | Brabham-Climax | 16        | Silnik           | 5           |        |
| NU   | 26  | Richie Ginther  | Honda          | 9         | Zapłon           | 7           |        |
| NU   | 28  | Ronnie Bucknum  | Honda          | 4         | Zapłon           | 16          |        |
| NU   | 20  | Jochen Rindt    | Cooper-Climax  | 3         | Wypadek          | 12          |        |